# Сан Лоренцо А Мерзе (Сијена)
Сан Лоренцо А Мерзе је насеље у Италији у округу Сијена, региону Тоскана.
Према процени из 2011. у насељу је живело 164 становника. Насеље се налази на надморској висини од 234 м.